# Kojtezek
Kojtezek (Agbai Kajtezek) – przełęcz położona w Pamirze, w Tadżykistanie, na wysokości 4271 m n.p.m. Przebiega tędy droga samochodowa Osz – Chorog.